# De Bloemhof
Sporthal De Bloemhof is een accommodatie uit het Noord-Hollandse Aalsmeer. De accommodatie beschikt over twee hallen en 12 kleedruimtes. In de hoofdhal is plaats voor 800 bezoekers op de tribune. Tussen de hallen van De Bloemhof zit Sportcafe De Midi's. Sinds dat de hal is geopend, speelt de handbalclub van Aalsmeer, HV Aalsmeer, in de deze hal.

## Afmetingen van de hallen
- Hal 1: circa 49 x 34 meter
- Hal 2: circa 47 x 27 meter